# Federico Volpini de Rueda
Federico Volpini de Rueda (Madrid) fue un periodista español. En 1966 trabajó como reportero en «A toda plana», en 1968 asumió la primera corresponsalía de TVE en Bruselas como corresponsal diplomático y económico y acabó cubriendo los acontecimientos de mayo del 68 y acabó en la corresponsalía de París. Trabajó en Los reporteros (1974-1976) y posteriormente fue corresponsal en América Central y del Sur. En 1977 fue nombrado corresponsal en Venezuela y destituido en 1983. Fue el padre del escritor y radiofonista Federico Volpini Sisó (1952).

## Biografía
Hijo de Federico Volpini y Amalia de Rueda. Su padre y antes su abuelo habían sido empresarios del Teatro Real de Madrid. Durante la guerra civil fue uno de los niños evacuados de España. Volvió a abandonar de nuevo el país tras escribir sobre el franquismo en una revista de la universidad por lo que fue condenado a no poderse examinar en 5 años. Se fue a Colombia donde estudió periodismo en la Pontificia Universidad Javeriana de Bogotá. En una entrevista explica que empezó a trabajar en el diario El Siglo de Bogotá y organizó la primera Vuelta ciclista a Colombia. Con apenas 22 años acabaron nombrándole director general de Deportes con categoría de ministro -explica- señalando que el deporte ha estado siempre en su vida. También fue profesor de la Universidad de Estocolmo.
En 1952 nació su hijo en Bogotá. Un año más tarde, en 1953 el golpe militar de Rojas Pinilla lo devuelve a España donde se vivía el apogeo de las superproducciones norteamericanas cinematográficas y empezó a hacer de extra. Al tiempo creó una empresa para proveer especialistas y figurantes y trabajó especialmente con Samuel Broston.
Después se dedicó al periodismo. Se incorporó a Televisión Española en 1965. En 1968 fue nombrado corresponsal en Bruselas y acabó haciendo la cobertura informativa del Mayo del 68 en París.
Junto a Jesús González Green, Miguel de la Cuadra Salcedo, Alberto Vázquez Figueroa y Ángel Marrero cubrieron el Mayo del 68 en Francia, la Primavera de Praga, la Guerra de los Seis Días, el genocidio de Biafra y las guerras civiles en Centroamérica.
En 1974 fue nombrado Director de Programas para el Exterior en TVE.
En agosto de 1977 fue nombrado corresponsal en Venezuela. Le sucedió en la corresponsalía de Centroamérica Ana Cristina Navarro en diciembre de 1983.
El 21 de marzo de 1985 fue despedido por TVE alegando abandono de servicio en el momento en el que se acaba de cumplir un periodo de permiso sin sueldo y no se incorporó al servicio en el tiempo preceptivo. El periodista reclamó ante los tribunales de trabajo alegando enfermedad pero magistratura desestimó el permiso.
En 1987 publicó «Desde Managua» en el que denuncia lo que denominó «la dictadura marxista» tras el triunfo de la revolución sandinista.
En 1995 se presentó a las elecciones a Cortes de Castilla y León por la Agrupación Independiente de Ávila.
En el año 2000 publicó «Diario de un reportero» en el que recogió las anécdotas a lo largo de su carrera periodística.

## Publicaciones
- Desde Managua (1987)  Editor: Plaza&Janés ASIN: B001V9G63E
- Diario de un reportero. (2000) Editorial: Foca Ediciones y Distribuciones Generales S.L.  ISBN 8493048186

## Premios
- Antena de Oro 1972